# Eastpoint (Floride)
Pour l’article ayant un titre homophone, voir Eastpointe.
Eastpoint est une census-designated place du comté de Franklin, dans la région de Big Bend, État de Floride, aux États-Unis,. En 2020, elle compte une population de 2 614 habitants.